# Frederikshavn Kommune (1970–2006)
| Strukturdaten       | Strukturdaten         |
| ------------------- | --------------------- |
| Sitz der Verwaltung | Frederikshavn         |
| Fläche              | 179,55 km²            |
| Einwohner           | 34.416 (2003)         |
| Kommune seit 2007   | Frederikshavn Kommune |

Frederikshavn Kommune war bis Dezember 2006 eine dänische Kommune im damaligen Nordjyllands Amt in der Landschaft Vendsyssel im nördlichen Jütland. Seit Januar 2007 ist sie zusammen mit den Kommunen Skagen und Sæby Teil der neuen Frederikshavn Kommune.